# 天主教韋拉博利總教區
天主教韋拉博利總教區（拉丁語：Arcidioecesis Verapolitana），是羅馬天主教會以印度喀拉拉邦瓦拉普普扎為中心的一個總主教區。總教區下轄喀拉拉邦兩縣，並轄五個教區。
1659年12月3日設馬拉巴代牧區，1709年3月13日易名為韋拉博利代牧區。1886年9月1日升為總教區。2010年有教友315,767名，佔轄區總人口僅百分之9.9。由326名司鐸名管理158個堂區。現任總主教為方濟‧卡拉拉卡爾。